# Semiothisa fidelis
Semiothisa fidelis là một loài bướm đêm trong họ Geometridae.